# Freycinetia brassii
Freycinetia brassii är en enhjärtbladig växtart som beskrevs av Elmer Drew Merrill och Lily May Perry. Freycinetia brassii ingår i släktet Freycinetia och familjen Pandanaceae. Inga underarter finns listade.